# Luis Garicano
Luis Garicano Gabilondo (Valladolid, 1967) es un economista y político español. Fue eurodiputado de Ciudadanos entre 2019 y 2022. 
También fue vicepresidente de Renovar Europa, el grupo liberal en el Parlamento Europeo, y del partido político europeo Alianza de los Liberales y Demócratas por Europa. Antes de entrar en política, fue profesor de Estrategia y Economía de la Escuela de Negocios del Instituto Empresa y en la London School of Economics. Después de la política volvió al mundo académico como profesor visitante en Columbia Business School y la Escuela de Negocios Booth de la Universidad de Chicago.

## Carrera académica
Se licenció en Ciencias Económicas (1990) y Derecho (2001) en la Universidad de Valladolid. Posteriormente obtuvo un título de máster en Estudios Económicos Europeos en el Colegio de Europa de Brujas (Bélgica) en 1992 y un segundo máster en Ciencias Económicas en la Universidad de Chicago en 1995. Se doctoró (PhD) en Ciencias Económicas en la misma institución tres años después, en 1998, siendo su supervisor de tesis Sherwin Rosen. Durante este tiempo también fue profesor ayudante de Gary Becker y Kevin M. Murphy, dos de los principales exponentes de la teoría del capital humano, según la cual la calidad y la educación de los trabajadores son el principal factor necesario para el crecimiento económico.
Tras obtener su doctorado, fue contratado como profesor en la Escuela de Negocios Booth de la Universidad de Chicago, donde obtuvo plaza como catedrático en 2006. Durante su estancia en Chicago fue profesor visitante en la Escuela de Administración y Dirección de Empresas Sloan del Instituto Tecnológico de Massachusetts (MIT), en la Universidad Pompeu Fabra y en la London Business School.
En 2007, recibió el Premio Fundación Banco Herrero al mejor investigador español de menos de 40 años en los campos del conocimiento económico, empresarial y social. En 2008 se transfirió a la Escuela de Economía y Ciencia Política de Londres (London School of Economics) para ser catedrático (chair) de Economía y Estrategia y director de investigación en el equipo fundador del nuevo departamento Administración de empresas (Management). En la misma universidad también fundó y dirigió el programa de Master en Economía y Administración y, en 2011, pasó a ser director del área de Economía de la Administración y Estrategia (Managerial Economics and Strategy).
En mayo de 2017 se incorporó a la escuela de negocios del Instituto Empresa (IE) como catedrático de Economía y Estrategia. En el IE también es director del Instituto para la Economía Digital, que impulsa y financia el desarrollo de estudios en campos de la economía, empresa, sociología y mundo jurídico. También es investigador en el Center for Economic and Policy Research y está afiliado con el Center for Economic Performance.
Garicano ha trabajado como economista para la Comisión Europea (entre 1992 y 1993), para la consultora McKinsey & Company (1998) y para la Fundación de Estudios de Economía Aplicada (2010), donde fue titular de la Cátedra McKinsey. Entre enero de 2012 y abril de 2016 también fue miembro independiente del Consejo de Administración de Liberbank. 
Ha desarrollado tareas de investigación en el campo económico, defendiendo la idea de las jerarquías como herramientas para fomentar el conocimiento y la especialización en las compañías. Ha escrito diversos artículos y publicado en revistas de economía, incluyendo el Quarterly Journal of Economics, el Journal of Political Economy, la Review of Economic Studies, el American Economic Review y el Journal of Economic Perspectives. Se puede encontrar un resumen de su trabajo aquí.

## Activismo
Ha publicado artículos en el Financial Times, El País y El Mundo, así como diversos libros defendiendo reformas en campos clave en España, como el modelo educativo, el sistema español de pensiones o la legislación laboral. Desde 2009 escribe en el blog sobre economía NadaEsGratis.
En 2012 fue parte de una comisión de 11 expertos para reformar el sistema universitario español. En 2013 publicó un manifiesto junto con Carles Casajuana, César Molinas y Elisa de la Nuez para promover una reforma a la Ley de partidos que acabó siendo apoyado por un centenar de intelectuales.
Tomando parte en grupos como Euro-Economics y el Consejo para la Crisis Europea del Institute for New Economic Thinking, Garicano también ha sido uno de los principales economistas que han defendido reformas al sistema financiero europeo. Fue miembro del grupo de economistas liderado por Markus Brunnermeier que desarrolló la propuesta de Bonos Seguros Europeos (ESBies) para la creación de valores financieros respaldados por una cartera diversificada de bonos de los gobiernos centrales de la zona del euro. Este instrumento financiero fue propuesto para ayudar a los bancos a diversificar sus exposiciones a deudas soberanas y aplacar el vínculo entre los bancos y sus gobiernos de origen. La propuesta fue adoptada por la Comisión Europea bajo el nombre SBBS en 2018.

## Política
El 8 de febrero de 2015 anunció su entrada en la política por el partido Ciudadanos. Desde entonces ha sido el principal economista del partido, habiéndose encargado de la redacción del programa económico con el que el partido confluyó a las elecciones generales de 2015 y 2016, y en el que se incluían propuestas como el complemento salarial y el contrato único. Tras haber sido el responsable de Economía, Conocimiento e Industria, desde 2017 fue el responsable de Economía y Empleo.
Garicano también ha sido uno de los mayores defensores del liberalismo dentro del partido y ha sido uno de los principales factores de la transición ideológica en 2017 del partido de la socialdemocracia hacia el «liberalismo progresista».
En 2016 fue elegido junto con otros siete políticos de formaciones europeas liberales para ocupar la vicepresidencia del partido político europeo Alianza de los Demócratas y Liberales de Europa (ALDE), del cual forman parte su partido. En febrero de 2019 fue elegido como candidato de Ciudadanos a las elecciones europeas de ese mismo año tras un proceso de primarias en el que Garicano consiguió el 71% de los votos emitidos.
Como eurodiputado, Garicano escribió diversas propuestas sobre como completar la unión bancaria y sobre como diseñar el mecanismo de ajuste en frontera por carbono de la UE.  Al mismo tiempo, durante la pandemia las propuestas de Garicano tuvieron una gran influencia en la respuesta de la Unión a la crisis. Su propuesta para un mecanismo temporal de protección de empleo, y para un fondo de recuperación financiado a través del presupuesto de la UE con nuevos Recursos Propios, fueron posteriormente adoptados por la UE (como SURE y NextGen EU); en esta línea, fue uno de los negociadores del Mecanismo de Recuperación y Resiliencia, el programa canalizando la mayoría de los fondos del plan de recuperación Europeo (NextGen EU). Durante la invasión rusa de Ucrania, Garicano fue una de las principales voces que reclamó que Europa dejase de comprar petróleo y gas rusos.
Garicano abandonó el Parlamento Europeo en septiembre de 2022 y fue reemplazado por Eva Poptcheva. Poco después, se dio de baja en Ciudadanos.

## Vida privada
Luis Garicano nació en Valladolid y es hijo de Ana Gabilondo y Luis Garicano. Estudió en el Colegio San José de los jesuitas en su ciudad natal. Desde 2016 está casado con la médico Adelaida Lamas. Tiene 2 hijos fruto de un matrimonio anterior con la politóloga holandesa Christa van Wijnbergen, de quien se divorció.
Dedica su tiempo libre a la cocina, la lectura y el excursionismo.

## Publicaciones destacadas
Publicaciones académicas:
- Garicano, Luis (2000). Hierarchies and the Organization of Knowledge in Production. Journal of Political Economy, 108(5), pp. 874-904.
- Garicano, Luis, Antras, Pol y Rossi-Hansberg, Estaban (2006). Offshoring in a Knowledge Economy. Quarterly Journal of Economics, 121(1), pp. 31-77.
- Garicano, Luis y Rossi-Hansberg, Estaban (2006). Organization and Inequality in a Knowledge Economy. Quarterly Journal of Economics, 121(4), pp. 1383-1435.
- Cremer, J., Garicano, L., & Prat, A. (2007). Language and the Theory of the Firm. The Quarterly Journal of Economics, 122(1), 373-407.
- Garicano, Luis, Bagües, Manuel y Fernández Villaverde, Jesús (2010). La Ley de Economía Sostenible y las Reformas Estructurales. Madrid: FEDEA.
- Bentolila, Samuel, Cabrales, Antonio, Fernández Villaverde, Jesús, Garicano, Luis, Rubio, Juan y Santos, Tano (2011). Nada Es Gratis: Como Evitar una Década Perdida tras la Década Prodigiosa. Barcelona: Destino.
- Garicano, Luis y van Zandt, Tim (2012). Jerarquías, en Gibbons, Robert y Roberts, John (editores) Handbook of Organizational Economics. Princeton: Princeton University Press.
- Garicano, Luis (2013). El Dilema de España. Barcelona: Península (5 ediciones).
- Fernández-Villaverde, J., Garicano, L., & Santos, T. (2013). Political credit cycles: the case of the Eurozone. Journal of Economic Perspectives, 27(3), 145-66.
- Bloom, N., Garicano, L., Sadun, R., & Van Reenen, J. (2014). The distinct effects of information technology and communication technology on firm organization. Management Science, 60(12), 2859-2885.
- Garicano, Luis y Rossi-Hansberg, Estaban (2015). Knowledge-Based Hierarchies: Using Organizations to Understand the Economy. Annual Review of Economics, 7, pp. 1-30.
- Garicano, Luis, Roldán, Toni (2015). Recuperar el Futuro: Doce Propuestas que Cambiaran España. Barcelona: Península.
- Brunnermeier, Markus K., Garicano, Luis, Van Nieuwerberg, Stijn, Lane, Philip, Pagano, Marco, Santos, Tano, Reis, Ricardo, Thesmar David y Vayanos, Dimitri (2016). The Sovereign-Bank Diabolic Loop and ESBies. American Economic Review Papers and Proceedings, pp. 508-512.
- Garicano, L., & Rayo, L. (2016). Why organizations fail: models and cases. Journal of Economic Literature, 54(1), 137-92.
- Garicano, L., Lelarge, C., & Van Reenen, J. (2016). Firm size distortions and the productivity distribution: Evidence from France. American Economic Review, 106(11), 3439-79.
- Garicano, L., & Rayo, L. (2017). Relational knowledge transfers. American Economic Review, 107(9), 2695-2730.

Propuestas en el Parlamento Europeo:
- Garicano, L. (2020). Two Proposals to resurrect the Banking Union: the Safe Portfolio Approach and the SRB+. CEPR Policy Insight N. 108, November 2020. Disponible en: https://cepr.org/publications/policy-insight-108-two-proposals-resurrect-banking-union-safe-portfolio-approach-and
- Garicano, L., & Fayos, M. (2021). Why do we need a Carbon Border Adjustment Mechanism? Towards the development of a Climate Club, in No Brainers and Low-Hanging Fruit in National Climate Policy, Francesco Caselli, Alexander Ludwig, Rick van der Ploeg, CEPR, October 08, 2021. Disponible en: https://cepr.org/publications/books-and-reports/no-brainers-and-low-hanging-fruit-national-climate-policy#392513_393073_408725